# Anchisauridae
Los anquisáuridos (Anchisauridae) son una familia de dinosaurios sauropodomorfos tempranos que fue propuesto por primera vez por Othniel Charles Marsh en 1885. El clado consiste en Anchisaurus y sus parientes más cercanos. Sin embargo, no está claro que los otros géneros estén incluidos en esta familia; muchos de ellos han sido ubicados en otras familias. La familia ya no se usa mucho en las taxonomías actuales por lo cual se considera inactiva; Benton (2004) no lista el clado. Los anchisáuridos alguna vez fueron considerados  prosaurópodos, pero la nueva investigación indica que pueden ser saurópodos basales. 